# Concetto Marchesi

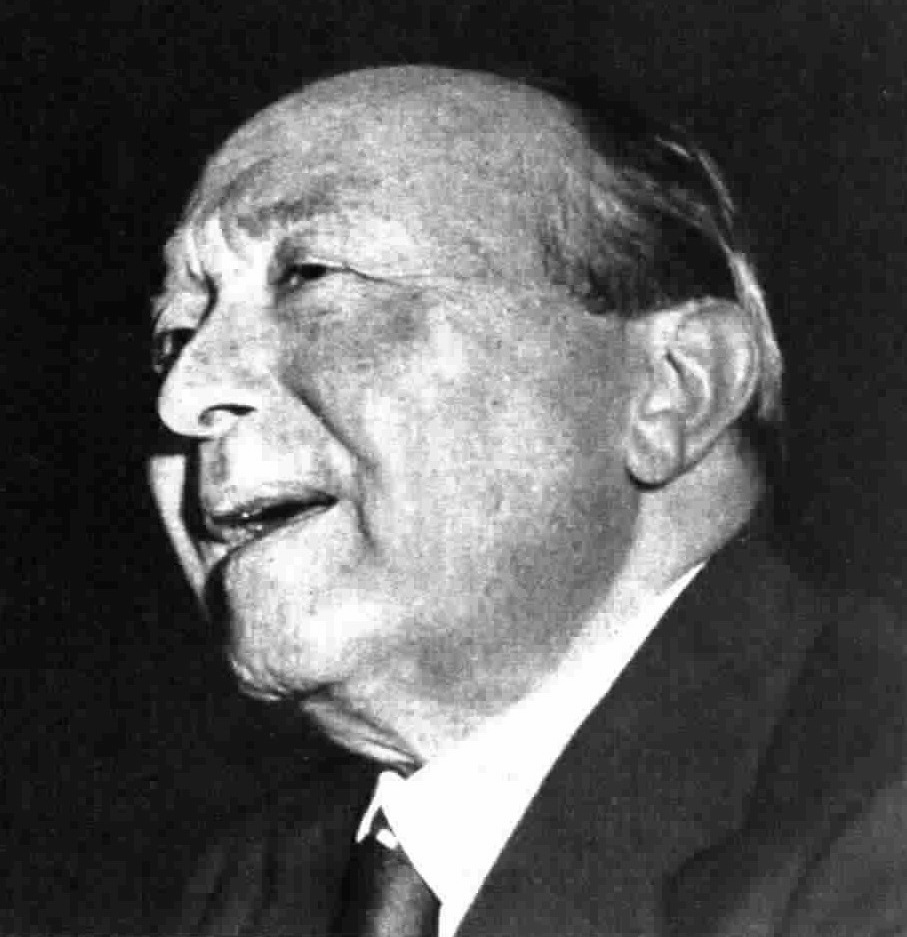
Concetto Marchesi (1954)

Concetto Marchesi (* 1. Februar 1878 in Catania; † 12. Februar 1957 in Rom) war ein italienischer Altphilologe und Politiker.

## Leben
Concetto Marchesi trat 1895 in die drei Jahre zuvor gegründete Sozialistische Partei Italiens ein und begann im gleichen Jahr mit dem Studium der Geisteswissenschaften an der Universität Catania. Besonderen Einfluss hatte der Latinist Remigio Sabbadini (1850–1934) auf ihn. Mit Vollendung des 18. Lebensjahres wurde Marchesi für die zwei Jahre zuvor als Straftat verurteilte Publikation einer kleinen Schrift namens Lucifero für zwei Monate inhaftiert. Nach seiner Entlassung verließ er Catania und setzt sein Studium in Florenz fort. 1899 beendete er sein Studium mit der Erlangung der Laurea an der Universität Florenz. Nach Stationen an verschiedenen Schulen war er ab 1906 Gymnasiallehrer in Pisa. Im Jahr 1910 heiratete er Ada Sabbadini, die Tochter seines akademischen Lehrers in Catania. 1915 erfolgte die Berufung auf den Lehrstuhl für lateinische Literatur an der Universität Messina. Dort erlangte er 1923 mit der Arbeit Il pensiero giuridico e politico di Tacito („Juristisches und politisches Denken bei Tacitus“) einen weiteren Doktortitel im Fach Jura. Im gleichen Jahr wurde er an die Universität Padua berufen. 1921 war er in die neu gegründete Kommunistische Partei Italiens eingetreten, dennoch leistete er 1931 den Eid auf den Faschismus. Dadurch konnte Carlo Anti ihn im Amt halten. 1928 wurde Marchesi Mitglied der Accademia dei Lincei.
1943 beteiligte er sich am von den italienischen Parteien organisierten Widerstand gegen das faschistische Regime und wurde im September des Jahres als Nachfolger Antis zum Rektor der Universität Padua berufen. Wenig später trat er vom Amt zurück und musste fliehen. Von der Schweiz aus, wohin er mit Hilfe der von seinem  Schüler Ezio Franceschini kommandierten Partisanengruppe gekommen war, rief er zum Widerstand auf und beteiligte sich 1944 auch selbst aktiv am Kampf an der Spitze der von ihm und Franceschini geleiteten Gruppe FRAMA. Ab 1945 engagierte er sich politisch auch im nachfaschistischen Italien, zunächst in der Consulta nazionale, und wurde 1946 in die Assemblea Costituente della Repubblica Italiana, anschließend 1948 als Mitglied des Abgeordnetenhauses der italienischen Republik ins italienische Parlament gewählt, dem er während der ersten beiden Legislaturperioden angehörte.
Obwohl Marchesi nur wenig Interesse an Textgeschichte hatte, begann er seine Studien mit Forschungen zur spätmittelalterlichen und humanistischen Überlieferung der antiken Texte. Seine wichtigsten Leistungen erreichte er mit seinen historischen und inhaltlichen Interpretationen der antiken Texte, in seinen Kommentaren zu Werken von Cicero, Seneca, Apuleius und Prudentius sowie in seinen Monografien zu Martial, Petronius, Juvenal, Senaca, Phaedrus, Tacitus und der Lateinischen Fabel. Als Hauptwerk gilt die Geschichte der Lateinischen Literatur, die sich in der Form an Francesco de Sanctis Geschichte der italienischen Literatur orientierte. Das Werk, das in der Tradition der sogenannten „romantischen Kritik“ stand, machte sich insbesondere um die Aufwertung der Literatur des 1. und 2. Jahrhunderts verdient. Marchesi interessierte sich mehr für den Autor stattdessen Stellung in der Geschichte, mehr für den Menschen als den Bürger, womit er der gängigen Auffassung des faschistischen Staates mit dessen Sicht der Romanitas entgegentrat. Mit seinen politischen Überzeugungen ging auch das Interesse an sozialen Themen einher, weshalb er auch besonders zur lateinischen Fabel forschte. Er verfasste auch eigene Dichtungen und belletristische Werke.
2007 ehrte die Poste Italiane Marchesi mit einer Briefmarke.